# Sungdel
Sungdel (nep. सुङ्देल) – gaun wikas samiti we wschodniej części Nepalu w strefie Sagarmatha w dystrykcie Khotang. Według nepalskiego spisu powszechnego z 2001 roku liczył on 603 gospodarstw domowych i 3059 mieszkańców (1531 kobiet i 1528 mężczyzn).